# Байтурсуновский арабский алфавит
Байтурсуновский арабский алфавит (также байтурсуновская орфография, каз. Жаңа емле — «Новое правописание», также төте жазу, төте оқу) — алфавит для казахского языка на основе арабского письма, разработанный лингвистом Ахметом Байтурсыновым. Он создал первую версию в 1912 году и дорабатывал правила письма в 1912—1924 годах.
Байтурсуновский алфавит представлял собой адаптацию арабского письма к фонологическим особенностям казахского языка. Байтурсуновское письмо основано на классической арабской письменности, но не является консонантным: на письме обозначаются и согласные, и гласные. Как и в арабском письме, буквы пишутся справа налево, сохраняется арабская пунктуация.
Этот алфавит использовался в Казахстане в 1912—1927 годах, после чего казахский язык был переведён на латиницу. В начале XXI века использовался в эмигрантских диаспорах казахов в нескольких странах.

## История

### Использование арабицы
К началу XX века казахи, как и другие народы Средней Азии, пользовались арабским письмом, принесённым при исламизации, при этом уровень грамотности был невысоким. Интеллигенция народов Российской империи предлагала проекты изменения арабского письма, используемого тюркскими народами: от реформы до перехода на латиницу или кириллицу.
Ахмет Байтурсынов начал изучать казахскую фонологию и графику в 1910-е годы. Он был неформальным лидером части казахской интеллигенции, высказывавшейся против латинизации, и писал, что, по его мнению, в переходе на латиницу «никакой надобности <…> не ощущалось и не ощущается». Минусом латинского алфавита он называл отсутствие «подходящих знаков» для некоторых казахских фонем. Кроме того, он считал, что арабское письмо можно читать быстрее и легче, чем латиницу. Вместе с тем Байтурсынов считал, что арабская письменность, использовавшаяся для казахского языка прежде, была сложной, что препятствовало увеличению уровня массовой грамотности. К недостаткам арабицы он относил использование нескольких букв для одной фонемы, консонантный характер письма — отсутствие обозначений для гласных. Идею реформы арабского письма поддерживали такие общественные и политические деятели, как Молдагали Жолдыбаев, Халел Досмухамедов и Миржакип Дулатов; за латинизацию выступали Назир Тюрякулов, Темирбек Жургенев, Санджар Асфендияров, Ураз Джандосов, Ильяс Кабулов, Телжан Шонанов, Кудайберген Жубанов и Габбас Тогжанов.

### Реформа Байтурсынова
Байтурсынов разработал проект реформы арабского письма, адаптировав его к особенностям казахской фонологии. По его мнению, изменение уже существующей письменности было предпочтительнее перехода на новую, «поэтому нужно приспособить арабское письмо под казахские звуки». Он представил свой проект в труде «Оқу құралы» (с каз. — «Учебное пособие»), изданном в 1912 году в Оренбурге. Алфавит был принят казахстанской общественностью и использовался при преподавании в казахско-русских школах и медресе. К 1915 году в Казахстане было издано пятнадцать книг, использовавших реформированную арабицу. Её использовала и первая казахоязычная газета «Қазақ», редактором которой Байтурсынов был в 1913—1917 годах. Впоследствии Байтурсынов написал и издал ещё несколько трудов, посвящённых письменности казахского языка: «Тіл құралы» (с каз. — «Языковое пособие», 1914), «Әліпби» («Алфавит», 1914), «Ахмет Байтұрсыновтың қазақша алфабеси» («Казахский алфавит Ахмета Байтурсынова», 1914), «Жаңа әліппе» («Новый алфавит», 1926—1928), методическое пособие для учителей «Баяншы» («Рассказчик», 1926). «Оқу құралы» был переиздан семь раз за 1912—1925 годы. Алфавит был положительно оценён лингвистами Евгением Поливановым, который назвал его «гениальным», и Александром Реформатским.
После установления советской власти в Казахстане и образования Казахской АССР байтурсуновский алфавит продолжал использоваться. Издавались учебники, пособия по «ликвидации безграмотности», использующие байтурсуновский алфавит. Перепись 1926 года показала, что уровень грамотности среди казахов вырос за семь лет с 2 до 22 %. По другим данным, в 1929 году 8—10 % населения республики владели грамотностью на основе арабицы. Арабским письмом издавались десять газет, в том числе газета «Еңбекші қазақ», и два журнала. На 1929 год приходится наибольшее количество изданий, выпускавшихся в двух вариантах, в арабице и в латинице.

### Отказ от арабицы
В 1920-е годы в казахской прессе активно обсуждался вопрос «нового алфавита»: сторонники латинизации и сохранения арабицы дискутировали о плюсах и минусах обоих проектов. В итоге казахский язык был всё-таки переведён на латиницу. Причины такого решения были во многом идеологическими: по выражению лингвиста Владимира Алпатова, арабица «консервировала замкнутость мусульманских народов СССР» и «противоречила общей задаче европеизации народов Советского Востока». В 1926 году в Баку состоялся I Всесоюзный тюркологический съезд, на котором было принято решение о постепенной латинизации тюркских языков СССР. В 1927 году в КАССР было официально объявлено о предстоящем переходе на новый алфавит, в 1929 году такой алфавит был утверждён: это был яналиф, письменность на основе латиницы. Несмотря на неприятие использования арабского письма, Тюрякулов и другие создатели яналифа при его разработке ориентировались на некоторые языковые принципы алфавита Байтурсынова, в том числе использование сингармонизма для экономии размера алфавита.
Согласно постановлению СНК КАССР, делопроизводство должно было перейти на латиницу в 1930 году, но это получилось осуществить только в центральных госучреждениях лишь к 1934 году. В более мелких госучреждениях и в быту арабское письмо активно использовалось вместе с кириллицей. Чиновники могли перекладывать обязанность по перепечатыванию текстов на латинскую графику на машинисток. Хотя арабица была де-юре запрещена, она использовалась в печати и делопроизводстве ещё несколько лет. В том числе из-за относительной популярности байтурсуновской реформы в Казахстане латинизация произошла несколько позже, чем в других тюркоязычных республиках СССР. В конце 1920-х и 1930-х годах вопрос латинизации становился всё более идеологизированным, и любые публичные высказывания об арабской письменности, в том числе о реформе Байтурсынова, были отрицательными; её ассоциировали с мусульманской культурой. Байтурсынов был одним из идеологов казахского националистического движения «Алашорда», до образования СССР выступавшего за казахскую автономию, и про-арабистскую позицию также связывали с национализмом. Так, в публикации 1932 года «О Байтурсынове и байтурсыновщине» заведующий отделом печати Казахского крайкома Габбас Тогжанов обвинял Байтурсынова в «контрреволюционном национализме».
В начале XXI века байтурсуновский алфавит использовался казахами в Китае, Афганистане, Иране, Турции и некоторых других странах. С 1976 года издаётся газета «Шалқар», печатаемая байтурсуновским письмом. Её целевой аудиторией являются казахи в эмигрантских диаспорах.

## Описание
Байтурсуновское письмо основано на классической арабской письменности, но, в отличие от неё, не является консонантным: на письме обозначаются и согласные, и гласные. Поэтому в нём нет огласовок; кроме того, в нём нет арабских диакритических символов, таких, как хамза и танвин. Удвоение звука обозначается написанием дважды, а не диакритикой «шадда». Как и в арабском письме, буквы пишутся справа налево. Также сохраняется арабская пунктуация. Всего в алфавите Байтурсынова 24 буквы. Байтурсынов убрал из алфавита двенадцать букв, а пятнадцать букв оставил без изменений. Как и в других языках с арабской письменностью, используется лигатура لا «лям-алиф».
Для экономии размера алфавита Байтурсынов использовал сингармонизм, присутствующий в казахском языке. Он обозначает одним символом одну сингармофонему, то есть пару из «мягкого» и «твёрдого» гласных. По принципу сингармонизма в слове могут встречаться только гласные одного типа, поэтому Байтурсынов присвоил звукам каждой пары одну букву. Принадлежность целого слова к одному из двух типов определяется не в каждом слоге, а один раз на слово. Таким образом 24 буквы служат для записи 43 фонем. Для обозначения «мягкого» типа перед словом ставится буква ء «хамза». Исключение делается для слов, в которых встречаются буквы ک «кяф» گ «гаф» и ه «ха» — фонемы, обозначаемые этими буквами, не встречаются в «твёрдых» словах, поэтому их наличие уже указывает на то, что слово «мягкое».
Для Байтурсынова был актуален вопрос о статусе пар звуков /k/—/q/, /g/—/ʁ/ (в кириллице обозначаются парами букв Кк—Ққ и Гг—Ғғ соответственно). Эти пары звуков в казахском языке, как и в некоторых других тюркских, представляют собой позиционные варианты одной фонемы, проявляющиеся в словах «мягкого» и «твёрдого» типов. Несмотря на это, Байтурсынов указал на то, что в каждой паре отличается место образования (первый звук заднеязычный, второй — увулярный), и поэтому каждому элементу обеих пар должна соответствовать одна буква.
До реформы арабской буквой و «вав» обозначалось пять казахских фонем: /ʊ/ (Ұұ), /ʊw/ (Уу), /ʉ/ (Үү), /o/ (Оо) и /œ/ (Өө). Байтурсынов записывает каждую из этих фонем собственной комбинацией «вав» и арабских диакритик.
В ранних изданиях алфавита звук /ʃ/ (Шш) обозначается персидской буквой چ «че». Байтурсынов аргументировал это тем, что он использует букву ج «джим» для звука /ʒ/ (Жж), который является парным звонким к /ʃ/, а «джим» и «че» отличаются только количеством точек. Таким образом, парные фонемы обозначаются похожими буквами. Тем не менее, после 1924 года для обозначения /ʃ/ используется буква ش «шин», которая используется в этом фонетическом значении в персидском и арабском.
В ранней версии алфавита гласная фонема, стоящая в начале слова, на письме предварялась алифом (например, اوراز «Ораз»), который Байтурсынов назвал «опорной палкой», то есть вспомогательным значком, помогающей понять, что слово начинается с гласной. Тюрколог Кудайберген Жубанов критиковал это правило, считая его бесполезным. В редакции 1924 года «палка» была убрана.
В 1912—1924 годах при издании и переиздании своих работ Байтурсынов вносил корректировки в алфавит. Ниже дана таблица соответствий арабицы Байтурсынова и кириллицы по изданию «Әліпби» 1928 года, с примечаниями о зафиксированных изменениях. Также приведены соответствия с латиницей 1931 года по изданию «Çaŋaça oqь, çaz!» Майлина Беимбета.
| Арабица | Кириллица | Латиница | Арабица | Кириллица | Латиница | Арабица | Кириллица | Латиница | Арабица | Кириллица | Латиница |
| ------- | --------- | -------- | ------- | --------- | -------- | ------- | --------- | -------- | ------- | --------- | -------- |
| ا       | Аа        | Aa       | ي       | Йй        | —        | ز       | Зз        | Zz       | ن       | Нн        | Nn       |
| س       | Сс        | Ss       | ر       | Рр        | Rr       | و       | Оо        | Oo       | ۋ       | Уу        | Vv       |
| ق       | Ққ        | Qq       | ت       | Тт        | Tt       | ؤ       | Ұұ        | Өө       | م       | Мм        | Mm       |
| ج       | Жж        | Çç       | ب       | Бб        | Bʙ       | ی       | Ыы        | Ьь       | ڭ       | Ңң        | Ꞑꞑ       |
| ع       | Ғғ        | Ƣƣ       | ش       | Шш        | Cc       | پ       | Пп        | Pp       | أ       | Әә        | Әә       |
| ڍ       | Ее        | Jj       | د       | Дд        | Dd       | ؤُ       | Үү        | Yy       | ٸ       | Ii        | Ii       |
| ہ       | Ее        | Ee       | وُ       | Өө        | Uu       | گ       | Гг        | Gg       |         |           |          |
| ہ       | —         | Hh       | ڬ       | Кк        | Kk       | ل       | Лл        | Ll       |         |           |          |

### Комментарии
1. ↑  Лингвист Евгений Поливанов называл байтурсуновский алфавит «казак-киргизским» — так в начале XX века называли казахский язык[1].
2. ↑  Имеются в виду гласные переднего и заднего рядов (см. статью Сингармонизм).
3. ↑  Буква ۋ появилась только в 1924 году[43]. До этого для фонемы /ʊ/, обозначаемой кириллицей как Ұұ, и фонемы , обозначаемой как Уу, использовалась буква ؤ. Фонема /ʊw/, тоже обозначаемая как Уу, писалась в виде двух букв ؤ подряд[44][45]. /ʊ/ и /w/ различаются позиционно: первая не может встречаться после гласных, вторая встречается только после гласных[46].
4. ↑  ی пишется только в открытых слогах, кроме первого слога. В первом слоге слова и в остальных закрытых слогах не обозначается на письме[47][48].
5. ↑  В «Оқу құралы» 1912 года используется буква غ[49], а в «Әліпби» 1928 года — ع[50].
6. ↑  В издании «Оқу құралы» 1912 года для звука /ɕ/, обозначаемого кириллицей как Шш, использовалась буква چ «че», заимствованная из персидского алфавита. В персидском языке она обозначает фонему /tʃ/[51]. Но в издании «Әліпби» 1928 года используется ش «шин», которая используется в персидском и арабском для обозначения фонемы /ʃ/[39].
7. ↑  В открытых слогах пишется буква ڍ, а в закрытых — ه[52]. Буква ه «ха» применяется только в двух формах: ه используется в начале фрагмента вязи и отдельно, ﻪ — в конце фрагмента (на этой букве фрагмент прекращается)[53].
8. ↑  Буква ٸ появилась только в издании «Әліпби» 1928 года[54]. В издании «Оқу құралы» 1912 года для фонемы /ɪ/ используется буква ی, из-за чего она совпадает с дифтонгом /əj/, который обозначается в кириллице как Ыы[55].
9. ↑  В открытых слогах пишется буква ڍ, а в закрытых — ه[52]. Буква ه «ха» применяется только в двух формах: ه используется в начале фрагмента вязи и отдельно, ﻪ — в конце фрагмента (на этой букве фрагмент прекращается)[53].
10. ↑  По Беимбету, латинской букве Hh соответствует вариация буквы «ха» в начале слова.